# Hirschmaniella gracilis
Hirschmaniella gracilis är en rundmaskart. Hirschmaniella gracilis ingår i släktet Hirschmaniella, och familjen Pratylenchidae. Arten är reproducerande i Sverige.